# Schoenherria borneensis
Schoenherria borneensis är en skalbaggsart som beskrevs av Brenske 1894. Schoenherria borneensis ingår i släktet Schoenherria och familjen Melolonthidae. Inga underarter finns listade i Catalogue of Life.